# 227P/Catalina-LINEAR
227P/Catalina-LINEAR, komet Jupiterove obitelji